# 한국환경과학회
사단법인 한국환경과학회(The Korean Environmental Sciences Society, KENSS)는 환경과 관련된 기초과학과 공학의 융합 및 연계연구를 통한 환경과학 및 기술의 발전을 도모함으로써 자연과 사람이 공존하는 환경중심 사회건설에 기여할 목적으로 1992년 4월 4일에 설립된 학술단체이다. 사무실은 부산광역시 연제구 명륜로 10(거제동) 한양타워빌 1108호에 있다. 학회지 및 학술 간행물 발간, 국내 및 국제 학술발표회 개최, 관련 분야의 융합 및 연계연구 등을 활동하고 있다.
2008년 6월 27일에 미래창조과학부 소관의 사단법인으로 설립이 허가됐다.

## 주요 사업
- 학회지와 학술 간행물 및 도서의 발간과 배포
- 국내 및 국제 학술발표회 개최 및 학술교류
- 환경과학기술 강습회 및 강연회의 개최
- 환경과 관련된 기초과학 및 공학기술의 융합 및 연계연구
- 기타 본 회의 목적 달성에 필요한 사업

## 조직
- 회장
- 부회장(총 6명)
- 기획사업위원장
- 학술위원장
- 편집위원장
- 국제교류위원장
- 산학관협력위원장
- 총무이사
- 기획사업이사
- 학술이사
- 편집이사
- 국제교류이사
- 산학관협력이사
- 이사(총 7명)
- 감사(총 2명)